# Cão-guia

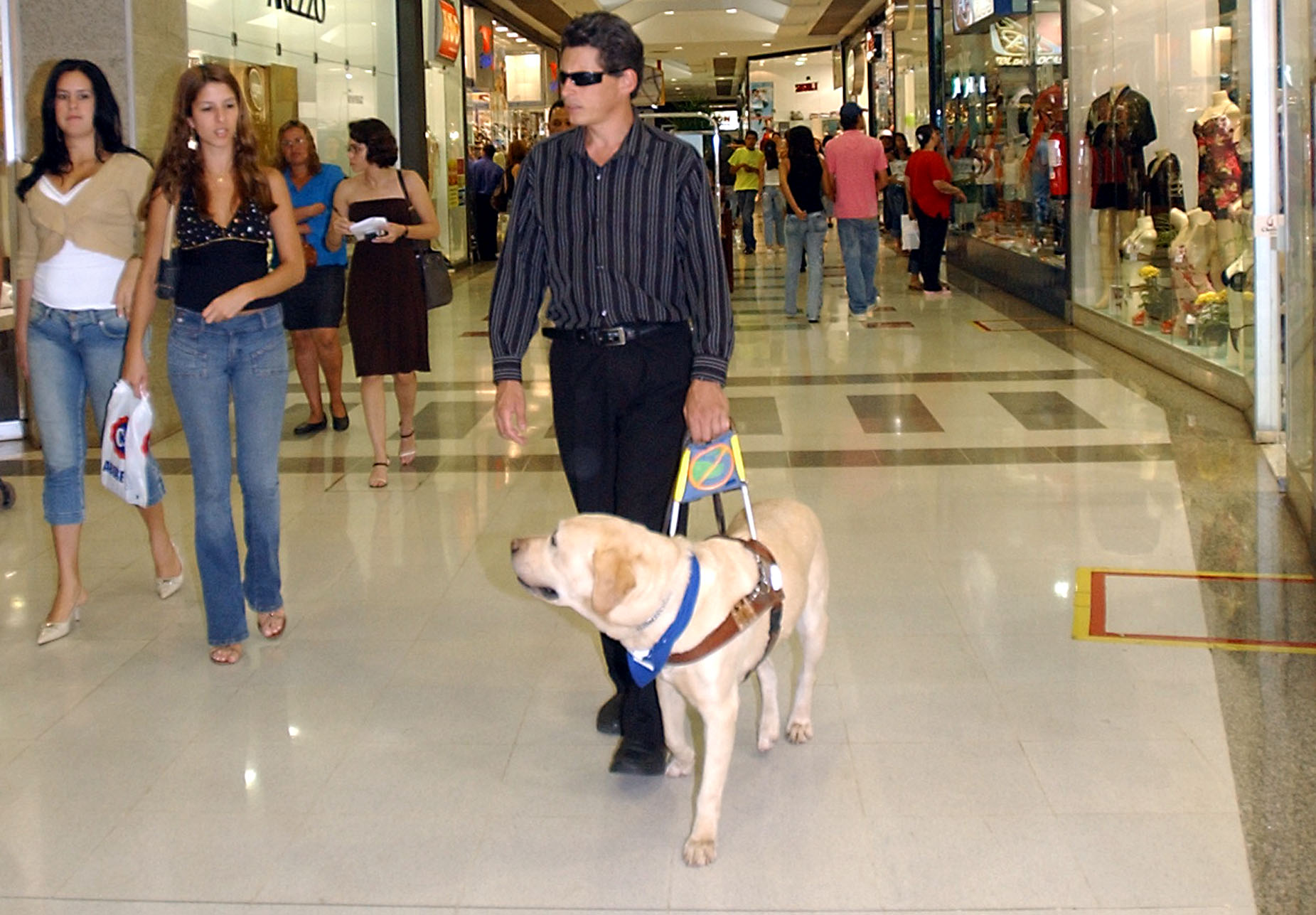
Um cego é conduzido por seu cão-guia num centro comercial de Brasília.

Um cão-guia é um tipo de cão de assistência. É um animal adestrado para guiar pessoas cegas ou com deficiência visual grave, ou       auxiliá-los nas tarefas caseiras.
Durante a condução dos deficientes visuais, o cão deve ter a capacidade de discernir eventuais perigos devidos a obstáculos ou outros, o que requer cães de inteligência bastante elevada com treino rigoroso e adequado ao seu trabalho de cão-guia.
Embora os cães possam ser treinados para se desviar de vários obstáculos, eles não são capazes de distinguir cores como verde e vermelho, não podendo interpretar um semáforo. Eles são treinados para observarem o fluxo da área a ser percorrida e daí sim realizar a ação desejada com segurança.
Os cães-guia são um companheiro imprescindível para o seu dono, que sem o seu trabalho de guia não poderiam ter a liberdade de sair de casa e de praticar as atividades diárias comuns.
No Brasil existem normas específicas sobre o cão-guia, notadamente, a Lei nº 11.126/2005 e o Decreto nº 5.904/2006, que trazem determinações acerca dos direitos de treinadores e instrutores, das famílias socializadoras e das pessoas usuárias de cães-guia, visando, entre outros, assegurar a autonomia das pessoas com deficiência visual.
1. ↑  SOUZA, Marcia;  et al. (2019). Caes-guia no Brasil-primeiros estudos. Rio de Janeiro: Letra Capital. p. 132. 242 páginas. ISBN 9788577856558

## Escolas de cães-Guia
Os cães-guia são treinados por profissionais em entidades especializadas no assunto.